# Kai (voornaam)
Kai wordt het meest als voornaam gebruikt maar kan ook als achternaam gebruikt worden. De naam kan voor zowel mannen als vrouwen gebruikt worden. Kai heeft verschillende betekenissen in meerdere landen:
- In het Hawaïaans is Kai een uniseks naam die "zee" betekent.
- In Maori (een van de talen in Nieuw-Zeeland) betekent Kai "voedsel"
- In het Baskisch is "kai" een woord dat "steiger van een haven" betekent. Het kan ook een variant van de voornaam "Kaio" zijn, (van de oude Latijnse naam "Caius", dat "gelukkig" betekent).
- In het Chinees is Kai een vaak voorkomende naam met verschillende betekenissen, waarvan het meest gebruikte "overwinning" (凯/凱) en "start"/"opening" (开/開). Kai is vaak gebruikt in namen die beginnen met "start" (啟) in het Kantonees.
- In het Ests is Kai een naam voor vrouwen die "steiger" betekent.
- In het Fins is Kai een vaak voorkomende jongensnaam en een vorm van Kaj.
- In het Fries is Kai een kortere versie van het Friese "Kaimbe", dat "krijger" betekent.
- In Kono en Kissi is Kai een mannelijke naam; het is ook een Paramount Chief titel of voorvoegsel dat "koning der koningen" betekent.
- In Japan heeft Kai een aantal verschillende betekenissen, waaronder "oceaan" (海), "schelp" (貝), "herstel" en "genezing" en als achternaam betekent het "waarde" (甲斐).
- In Swahili is Kai een vrouwelijke naam die "beminnelijk" betekent.
- In het Zweeds is Kai een mannelijke naam die "genieten" betekent.
- In het Thai betekent Kai "kip" en kan gebruikt worden als bijnaam.
- In het Welsh is Kai een populaire naam die ook vaak als "Cai" gespeld wordt. Het is een verkleinde versie van "Cajus" dat "genietend" betekent, en is vaak gebruikt als onafhankelijke naam in Wales omdat het gebruikt wordt in de Legende van Koning Arthur. (Sir Kay was een van de ridders van de Ronde Tafel.)
- In het Grieks betekent Kai "Aarde".

## Bekende naamdragers
- Kai Bloetjes, een Nederlands langebaanschaatser
- Kai Arne Engelstad, een Noors langebaanschaatser
- Kai Merckx, een Nederlandse radio-dj
- Kaj Gorgels, een Nederlands tv-presentator en youtuber
- Kai Hansen, een Duits zanger en gitarist
- Kai van Hese, een Nederlands profvoetballer
- Kai Hundertmarck, een Duits wielrenner
- Kai Michalke, een Duits profvoetballer
- Kaj Munk (1898-1944), een Deens abt en lid van een Deense verzetsbeweging
- Kai Pflaume, een Duits televisiepresentator
- Kaj van der Ree, een Nederlands radio-dj en presentator
- Kai Reus, een Nederlands wielrenner
- Kai Manne Börje Siegbahn, een Zweeds natuurkundige en hoogleraar, winnaar van de Nobelprijs voor Natuurkunde
- Qin Kai, een Chinees schoonspringer
- Kai Havertz, een Duits voetballer